# Västra Nottjärnen, Värmland
Västra Nottjärnen är en sjö i Filipstads kommun i Värmland och ingår i Göta älvs huvudavrinningsområde. Västra Nottjärnen ligger i Munkmossarna Natura 2000-område.